# Assyrtiko
L'assyrtiko ou asyrtiko est un cépage grec blanc originaire de l'île de Santorin. 

## Répartition géographique
L'assyrtiko est largement planté dans le sol aride riche en cendres volcaniques de Santorin et celui d'autres îles de la mer Égée, comme Paros. On le trouve également dans d'autres régions dispersées de la Grèce comme la Chalcidique ; il représentait en 2008 le troisième cépage blanc le plus planté en Grèce avec 1704 ha. 
En raison de sa bonne résistance à la chaleur, l'assyrtiko a également été introduit dans la vallée de Clare, en Australie-Méridionale, et à l'abbaye de New Clairvaux en Californie du Nord depuis 2011. Les boutures originales d'assyrtiko ont été importées aux États-Unis en 1948 par Harold Olmo, éleveur de raisins à l'Université de Californie à Davis, où elles ont été stockées jusqu'à ce que l'abbaye de New Clairvaux s'y intéresse au début des années 2000.

## Aptitudes culturales
L'assyrtiko ne perd pas son acidité même exposé à des climats chauds.

### Résistance au phylloxera?
À Santorin, il existe de nombreuses vieilles plantations de vignes (plus de 70 ans) d'assyrtiko, dont beaucoup sont non greffées. Ces plantations ont montré une résistance au phylloxéra, provenant peut-être de la cendre volcanique dans laquelle poussent les vignes, et non de la vigne elle-même.

## Œnologie
Le profil minéral du cépage est de bonne facture pour l'assemblage et il a souvent été assemblé avec du sauvignon blanc, du sémillon et de la Malagousia. Les grappes de raisin assyrtiko sont grandes, avec une peau jaune-or transparente et une chair juteuse. Dans le sol volcanique de Santorin, il semble y avoir des caractéristiques uniques qui se développent dans le cépage, et donc dans le vin. Dans toute la Grèce, le raisin est vinifié pour produire une variété de vins secs et doux, y compris des vins de dessert musqués et liquoreux de type Vinsanto. Pour produire la retsina, il est souvent utilisé pour corriger le manque d'acidité du cépage Savatiano.

## Synonymes
L'assyrtiko est également connu sous les appellations arcytico, assirtico, assyrtico, asurtico et asyrtiko.